# Andrés María de Guzmán
Pour les articles homonymes, voir Guzmán.
 (août 2017).
Si vous disposez d'ouvrages ou d'articles de référence ou si vous connaissez des sites web de qualité traitant du thème abordé ici, merci de compléter l'article en donnant les références utiles à sa vérifiabilité et en les liant à la section « Notes et références ».
Andrés María de Guzmán y Ruiz de Castro t'Serclaes de Tilly, comte de Guzmán ou André de Guzman, né à Grenade le 7 octobre 1753 et guillotiné à Paris le 15 prairial an II (5 avril 1794), est un révolutionnaire français d'origine espagnole.

## Ascendance
Andrés de Guzmán y Ruiz de Castro de Tilly, comte de Guzmán, est le fils du comte Juan de Dios de Guzmán de Maraver et d'Isidora de Ruiz de Castro, comtesse de Tilly, elle-même fille de la princesse Albertine-Josèphe t'Serclaes, comtesse de Tilly et du Saint-Empire et petite-fille du général belgo-espagnol Alberto Octavio t'Serclaes de Tilly. 

## Biographie
Il fait ses études à l’École militaire de Sorèze de 1762 à 1769, sert en Espagne puis en France. Il s'installe à Paris en 1778 où il se fait remarquer par un train de vie somptueux. Il est naturalisé français en 1781.
Toujours à court d'argent, car outre son mode de vie, il est joueur et endetté, il entre en relations avec des financiers, dont le comte belge Berthold de Proly et le banquier Jean-Frédéric Perrégaux qui lui prête de grosses sommes d'argent en 1785 et 1787. Menant grand train dans son hôtel particulier de la rue Neuve-des-Mathurins, il entretient les plus jolies filles dont la célèbre Louise Cosme-Descoings. C'est chez lui sans doute que Jacques-René Hébert rencontre son épouse, amie de Louise Descoings.
Actionnaire de plusieurs maisons de jeu au Palais-Royal, en cheville avec les banquiers politiques comme Laborde, Pestre de Séneffe et Perrégaux, il s’abouche dans le même temps avec les députés montagnards et les membres de la commune et des Cordeliers gravitant autour de Jean-Nicolas Pache et de Jacques René Hébert. Employé par Perrégaux pour rémunérer les comités insurrectionnels du printemps 1793, il est avec Berthold Proly, François Desfieux et Jacob Pereira un entraîneur d'hommes qu'il pousse à l'exagération révolutionnaire et l'un des distributeurs d'argent les plus actifs de la Commune de Paris de 1791 à 1793. L'ancien policier Sénar, dans ses Révélations puisées dans les cartons du Comité de sûreté générale, parle des rémunérations de 2300 livres - ce qui est le salaire d'un médecin pendant une année, accordées à chacun des membres du comité réuni à l'Évêché (Varlet, Dobsent, etc.). Il est surnommé « don Tocsinos » pour avoir fait sonner le tocsin à Notre-Dame, le 31 mai 1793, afin d’ameuter la foule.
Il aurait été en contact avec Saint-Just, et financé Marat, de concert avec Jean-Frédéric Perrégaux.
Il est arrêté, condamné à mort et exécuté le 16 germinal an II avec quelques « conspirateurs de l'étranger » comme lui, auxquels on agrège à dessein Georges Jacques Danton et des Indulgents Camille Desmoulins, Philibert Simon, Philippeaux, etc.).